# Rothmannia uranthera
Rothmannia uranthera là một loài thực vật có hoa trong họ Thiến thảo. Loài này được (C.E.C.Fisch.) Tirveng. miêu tả khoa học đầu tiên năm 1983.